# 罗马战役列表
罗马战役列表（英语：List of Roman battles）是一个涉及罗马王国、罗马共和国、罗马帝国和拜占庭帝国战役的并不全面的列表，以时间排序。

## 前5世纪
- 前502年，Pometia战役，罗马被拉丁人击败，一名执政官重伤；
- 前496年，勒吉鲁斯湖战役（英语：Battle of Lake Regillus），奥鲁斯·帕斯图密乌斯打败由塔克文·苏佩布带领的拉丁人；
- 前495年，阿里西亚战役，奥隆奇人被击败；
- 前482年，安提乌姆战役，沃尔斯奇人击败罗马执政官卢修斯·埃米利乌斯·玛莫库斯；两天后，Longula战役，执政官卢修斯·埃米利乌斯·玛莫

库斯反击战胜了沃耳斯奇人；
- 前477年，克雷梅拉战役（英语：Battle of the Cremera），与维爱人联军全军覆没，塞多留·法比乌斯逃生；
- 前477年，科林门战役，盖乌斯·霍雷修斯·普维鲁斯小胜伊达拉里亚人；
- 前458年，Mons Algidus战役（英语：Battle of Mount Algidus），辛辛那图斯击败了埃魁人；
- 前446年，hjdskl Corbione战役，罗马军队战胜埃魁人和沃尔斯奇人；

## 前4世纪
- 前396年，维爱战役（英语：Battle of Veii），罗马人征服了伊达拉里亚；
- 前390年，Allia River战役罗马人被高卢人击败，罗马城被洗劫；
- 前343年—前341年，第一次萨莫奈战争，罗马人击败了萨莫奈人，占领了卡普亚；
- 前340—前338年，拉丁战争 (古罗马)，罗马人击败并解散了拉丁同盟；
- 前321年，Caudine Forks战役，罗马人被萨莫奈人击败；
- 前316年，Lautulae战役，罗马人再次被萨莫奈人击败；
- 前310年，Vadimo战役，罗马人战胜伊达拉里亚人；
- 前305年，Bovianum战役，罗马人战胜了萨莫奈人，第二次萨莫奈战争结束；

## 前3世纪
- 前298年，Camerinum战役，第三次萨莫奈战争首役，罗马人被击败；
- 前297年，Tifernum战役，罗马人反击胜利；
- 前295年，塞恩蒂姆战役，罗马人战胜了萨莫奈人和他们的伊达拉里亚-高卢盟军，迫使后者议和退出；
- 前293年，Aquilonia战役，罗马人对萨莫奈人取得了决定性胜利，称霸中意大利；
- 前285年，Lake Vadimo战役罗马人战胜了伊达拉里亚人和高卢人；
- 前282年，波普洛尼亚战役，伊达拉里亚人的反叛罗马统治图谋被粉碎；
- 前280年，赫拉克利亞戰役，伊庇鲁斯国王皮洛士率军登陆意大利，以较惨重的损失击败罗马人；
- 前279年，阿斯庫路姆戰役，皮洛士同样以重代价挫败罗马人；
- 前275年，貝內文托戰役，皮洛士军队與羅馬戰平，但因損失過大退回希腊；
- 前261年，阿格里根顿战役，罗马人击败了迦太基人，并控制了西西里岛大部；
- 前260年，米莱海战，罗马人夺取了西地中海的控制权；
- 前225年，泰拉蒙战役，罗马人击败入侵的高卢人；
- 前202年10月19日，扎马战役,大西庇阿在北非击败汉尼拔,第二次布匿战争结束。